# Bruno Wurtz
Pour les articles homonymes, voir Wurtz.
Bruno Wurtz, né le 22 février 1940 à Thann en France, est un pilote automobile, cascadeur et peintre en lettres québécois. Il est coureur de stock-car depuis 1959, cascadeur depuis le début des années 1960 et coureur de motoneige depuis 1969.

## Biographie

### 1940-1959: les premières années
Bruno Wurtz est né lors de la Seconde Guerre mondiale. Son père a combattu en tant que pilote d'avion pour les Forces armées françaises. Alors que les Allemands prennent possession de l'Alsace, la famille Wurtz fuit vers l'Algérie. Après la Guerre, ils retournent en France, à Dijon.
En décembre 1953, ils traversent l'Atlantique et arrivent au Canada par le port d'Halifax. Le 17 juin 1954, la famille Wurtz arrive à Sainte-Hélène-de-Mancebourg, en Abitibi-Témiscamingue. En 1956, ses parents retournent à Montréal. À seize ans, Bruno Wurtz occupe divers métiers : aide à la ferme, bûcheron et camionneur.

### 1959-2022: la course et les cascades
En 1959, il fait sa première course automobile à Fabreville, au Fury Speedway. À la même époque, il apprend la peinture en lettres avec le maître de poste de La Sarre, Paul-René Gilbert.
Au début des années 1960, il s'installe à La Sarre avec sa femme Denise où ils s'occupent de la piste de course d'Alexandre et Robert Lecours. Wurtz y fait ses premières cascades : tonneaux, voitures en feu et démolitions.
En 1969, il commence la course de motoneige avec l'équipe Roy en conduisant du Polaris.
En 2022, il est encore actif avec plus de soixante années de carrière.

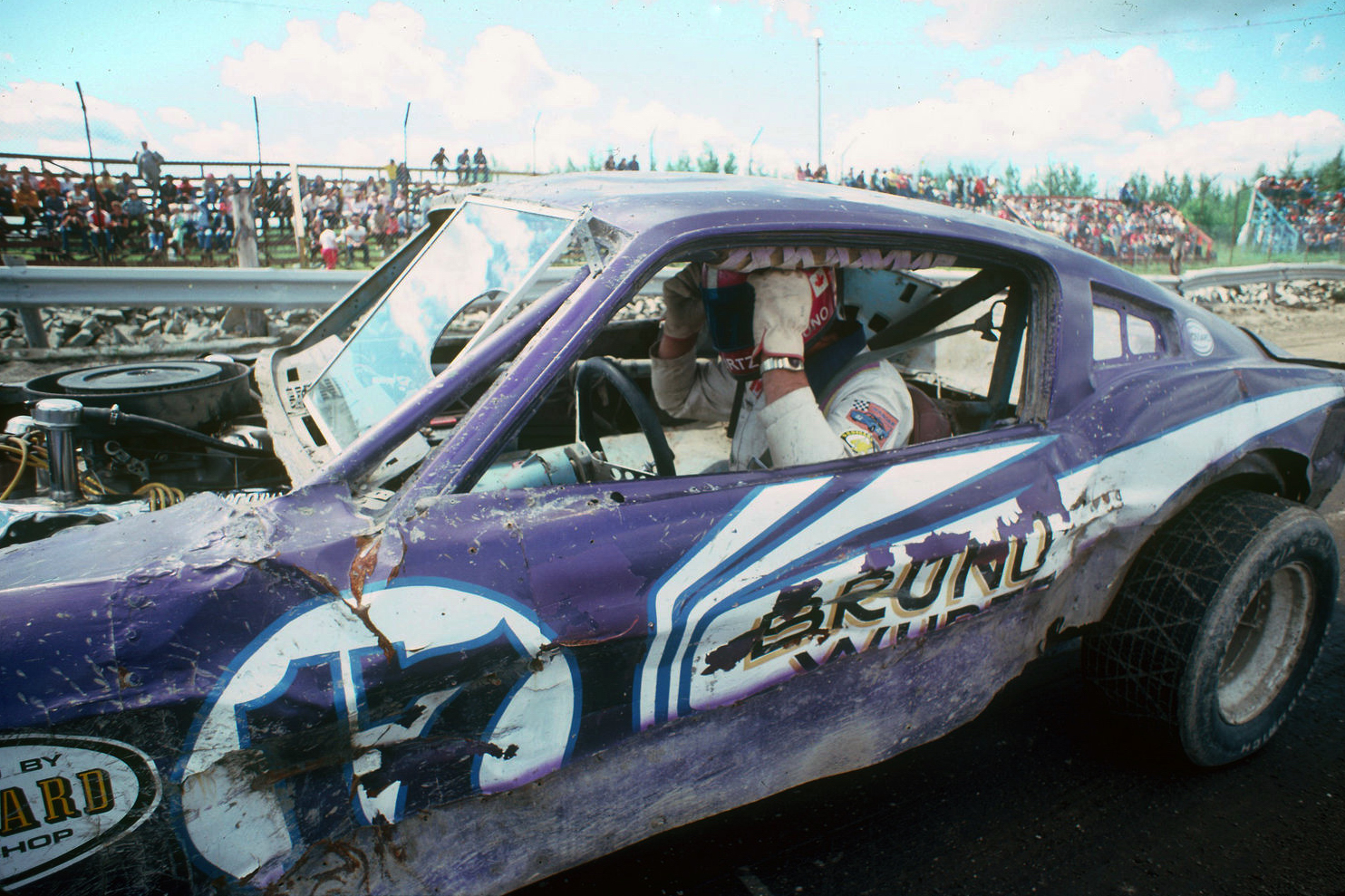
Bruno Wurtz à Saint-Edmond en 1978

#### 1972: Accident à Saint-Edmond
En août 1972, la piste de course de Saint-Edmond (située sur le territoire de Val-d'Or, secteur Vassan) présente une course de cent tours. Plus de 3 000 spectateurs y assistent. Plusieurs spectateurs prennent place près de la piste limitée seulement par une clôture de lattes de bois.
Alors que Wurtz tente de rattraper Ben Gingras, deux pilotes de queue de peloton ralentissent la course. Gingras réussit à les dépasser, mais Wurtz fait accrochage. Sa voiture dérape vers la foule et happe des spectateurs. L'accident causera huit blessés et un décès.
Les propriétaires de la piste ont été reconnus responsables de l'incident.

#### 1981: Prise d'otage des frères Lemelin
En mai 1981, les frères Alain et Berthier Lemelin font un braquage dans une épicerie de Macamic,. En fuite, ils se réfugient dans la maison de la famille Picard, située en face de celle de Bruno Wurtz. Ils prennent en otage l'occupante. Sur les lieux, le plus jeune des frères tire un hélicoptère ainsi que la camionnette de Wurtz.
Après quelques jours, Berthier Lemelin avertit Wurtz de quitter le secteur. Par la suite, les policiers ont fait de la maison de Wurtz leur quartier général.
Le 5 mai 1981, les policiers prennent d'assaut la maison de la famille Picard. C'est la fin pour les frères Lemelin.

### Carrière en arts visuels et peintre en lettres
Dès son enfance, alors qu'il fréquentait l'école en France, ses professeurs remarquèrent son talent pour le dessin. Cette aptitude artistique l'amena plus tard à se spécialiser dans le lettrage et la conception d'enseignes.
Il débuta sa carrière en réalisant des panneaux pour des fermes dans le village de Sainte-Hélène-de-Mancebourg, illustrant principalement des animaux. Il y fit également du lettrage de camions. Son travail attira l'attention de Paul-René Gilbert, maître de poste et lui aussi peintre en lettres, qui lui montra différentes techniques de dessin et sollicita son aide pour ses propres projets.
Par la suite, il fonda son entreprise de lettrage à La Sarre, les Enseignes Bruno Wurtz. Il réalisa des enseignes, des panneaux et du lettrage sur des véhicules, développant ainsi une grande clientèle. À l'origine, il effectuait son travail à la main, utilisant un pinceau pour peindre les lettrages et illustrations. Avec l'arrivée des technologies numériques, son fils Francis introduisit l'utilisation de l'ordinateur pour moderniser les techniques de lettrage. L'entreprise devint ainsi une affaire familiale, impliquant plusieurs membres de sa famille. Après plusieurs années d'activité et un volume de travail soutenu, il finit par vendre son entreprise.
Retraité, il continue d'exercer le métier d'artiste peintre et enseigne la peinture en Abitibi-Ouest. Il collabore aussi avec la Troupe À Cœur ouvert dans la conception de décors de quelques-unes de leurs productions,.

## Documentaire
En octobre 2022, Louis-Eric Gagnon réalise un documentaire en trois épisodes sur la vie de Bruno Wurtz intitulé La Dernière Cascade.